# Margarita Xhepa
Margarita Xhepa (Lushnjë, 2 aprile 1932 – Tirana, 3 aprile 2025) è stata un'attrice albanese.

## Filmografia parziale
- Dimri i fundit, regia di Kristaq Mitro e Ibrahim Muçaj (1976)
- Tokë e përgjakur, regia di Kristaq Mitro e Ibrahim Muçaj (1978)
- Koncert në vitin 1936, regia di Saimir Kumbaro (1978)
- Ne dhe Lenini, regia di Saimir Kumbaro (2008)